# 温熱療法 (オウム真理教)
この項目ではオウム真理教の修行のひとつである温熱療法（おんねつりょうほう）について解説する（一般的な温熱療法とは異なる）。

## 概要
47度～50度のお湯に15分から20分入り、さらに60℃のサットヴァレモン（オウムのドリンク）を飲まされるという過酷なもの。林郁夫がオウム真理教附属医院で確立した治療法が修行、懲罰として導入された。LSDを使った「キリストのイニシエーション」でもLSDの残留成分を抜くため行われ、多くの死者を出したと伝えられている。
また、後継団体のAlephでも、これに関連する事件が起きている（後述）。

## 事件

### 元仙台支部長温熱死事件
1994年7月15日、被害者の元教団仙台支部長の男性信者は麻原の愛人と交際を行っていたことを咎められ、50度の温熱に耐えられれば許すとして温熱を命じられた。被害者は途中で逃げようとしたが、新実智光らから温熱を続けさせられ、全身やけどにより数日後死亡した。しかし、同意の上であったとして立件されなかった。
見舞いに来た林泰男は被害者の変わり果てた姿を見て、以後男女交際を避けるようになった。麻原を恐れてか見舞いにくる者は少なかったという。

### 女性信者温熱死事件
1994年、50代の女性信者は温熱修行により死亡し、修行中の死者としては珍しく葬儀が行われた。その際麻原は「温熱を熱いと感じ、それを超えられなかったから死んだ」と語った。

### 女性看護師監禁事件
被害者の女性看護師は出家信者で林郁夫の部下であったが、温熱で死者が出ていることに疑問を持ち、在家信者に戻ろうとして何回も脱走を繰り返していた。1994年7月28日に第5サティアンの独房から脱走したものの新実智光らに連れ戻され、10月26日に再脱走するまで自治省管轄のコンテナに監禁された。暑い時期はコンテナは気温40℃になり、ハエがたかるなど悲惨な状況であった。

### 徳島市職員温熱死事件
2004年、オウムの後継であるAleph（当時アーレフ）の在家信者が自宅で温熱療法を行い死亡した。

### 男性信者温熱死事件
2005年、Alephの男性信者（松本サリン事件で服役後出所）が温熱中に死亡した。死んだ様子は教団の教学ビデオのために録画されたとも言われている。